# 智子と知子
『智子と知子』（ともことともこ）は、TBS系列で1997年7月3日から9月18日まで毎週木曜日22:00 - 22:54（JST）に放送された日本のテレビドラマ。主演は田中美佐子と飯島直子。

## あらすじ
フランス語の通訳をする霧島智子は完璧主義で結婚が出来ない36歳の女性。父親の死を機に自分のマンションを引き払い、父のマンションに引っ越した。そんなある日、義妹・知子が自宅に転がり込んで来て14年振りの同居生活を始めることになるのだが……。

## キャスト
- 霧島智子〈36〉 - 田中美佐子
- 霧島知子〈29〉 - 飯島直子
- 仲村保〈23〉 - 柏原崇
- 石坂佳奈〈22〉 - 大路恵美
- 坊谷健司〈30〉 - 浜崎貴司
- 山田さん家の旦那さん〈55〉 - 北村総一朗
- 平尾望〈42〉 - 内藤剛志
- 山田志摩〈55〉 - 白川由美
- 橘知之〈57〉 - 林隆三
- 舘大介
- 森山米次
- てらだちなつ
- 大川明子
- 白岩遊馬
- 中西康晴
- 田原加奈子

## スタッフ
- 脚本 - 遊川和彦
- 音楽 - 松岡直也
- プロデュース - 八木康夫
- 演出 - 福澤克雄、吉田健、松原浩、壁谷悌之
- 演出補 - 金子文紀

## 主題歌
- ワム!「クラブ・トロピカーナ」

## 放送日程
- 初回は84分に拡大。

| 各話                                                       | 放送日        | サブタイトル             | 演出     | 視聴率 |
| ---------------------------------------------------------- | ------------- | ------------------------ | -------- | ------ |
| 第1回                                                      | 1997年7月03日 | 30過ぎたら女じゃない！   | 福澤克雄 | 16.5%  |
| 第2回                                                      | 1997年7月10日 | 一生ひとりでどこが悪い！ | 福澤克雄 | 13.8%  |
| 第3回                                                      | 1997年7月17日 | 男を呼ぶフェロモン       | 吉田健   | 12.6%  |
| 第4回                                                      | 1997年7月24日 | 結婚の条件               | 吉田健   | 11.9%  |
| 第5回                                                      | 1997年7月31日 | 美の競演                 | 松原浩   | 11.3%  |
| 第6回                                                      | 1997年8月07日 | 花嫁に何がおこったか     | 福澤克雄 | 10.6%  |
| 第7回                                                      | 1997年8月14日 | 女のあやまち             | 福澤克雄 | 08.9%  |
| 第8回                                                      | 1997年8月21日 | 別れの時がきた           | 吉田健   | 12.8%  |
| 第9回                                                      | 1997年8月28日 | 海は見ていた             | 松原浩   | 11.9%  |
| 第10回                                                     | 1997年9月04日 | 奇跡がおこった           | 福澤克雄 | 13.7%  |
| 第11回                                                     | 1997年9月11日 | ずっと私のそばにいて     | 壁谷悌之 | 12.4%  |
| 最終回                                                     | 1997年9月18日 | 30過ぎなきゃ女じゃない！ | 福澤克雄 | 13.2%  |
| 平均視聴率 12.6%（視聴率は関東地区・ビデオリサーチ社調べ） |               |                          |          |        |

## その他
- 霧島智子（田中美佐子）の愛車は「ハコスカ」。劇中ではハコスカGT-RとなっているがGT-Rが調達できなかったためにハコスカGTにGT-Rのエンブレムを貼り付けた「なんちゃってハコスカGT-R」であった。なお当時のTBS木10ドラマは日産自動車提供でもある。
- サウンドトラックに収録されている「Tenderly Breeze」は、日本テレビ放送網が運営する日テレNEWS24の天気予報BGMとして2004年3月から2007年2月まで使用されていた。